# 신준섭
신준섭(申俊燮, 1963년 6월 17일~)은 대한민국의 전직 권투 선수이다. 1984년 하계 올림픽에서 미들급 금메달을 획득하며 대한민국 최초로 올림픽 복싱에서 금메달을 획득했다.

## 경력
전라북도 남원군 대산면 길곡리에서 신병일과 이병순 부부의 4남 3녀 중 장남으로 태어났다. 남원농업고등학교 2학년 때인 1980년에 친구들의 권유로 권투를 시작했으며, 남원종합체육관에서 권투를 가르치던 김재봉에게 권투를 배웠다. 
1982년 체육특기자로 원광대학교에 진학하였고 국가대표 상비군으로 발탁되었다. 그 해 10월에 핀란드 탐페레에서 열린 탐메르 국제 토너먼트에 참가하며 국제 대회 첫 출전을 이뤘으며, 미들급 동메달을 획득했다. 1983년 4월에는 태국 방콕에서 열린 킹스컵에 참가했으며, 소련의 아실베크 킬리모프의 뒤를 이어 미들급 은메달을 획득했다. 같은 해 5월에는 일본 도쿄에서 열린 국제 복싱 협회(AIBA) 챌린지 매치에 참가하였으며, 쿠바의 베르나르도 코마스에게 패했다. 이후 10월에는 이탈리아 로마에서 열린 월드컵에서 이탈리아의 노에 크루차니를 꺾고 우승을 차지했다. 
1984년 2월 인도네시아 자카르타에서 열린 대통령배에서 소련의 세르게이 바실렌코를 꺾고 우승했으며, 4월에는 미국 로스앤젤레스에서 열린 AIBA 챌린지 매치에 참가하였으며, 쿠바의 코마스에게 패했다. 같은 해 7월에는 로스앤젤레스에서 열린 1984년 하계 올림픽에 참가하여 올림픽 출전을 이루어냈다. 그는 첫 상대로 우간다의 패트릭 리한다를 5-0으로 꺾었으며, 캐나다의 릭 더프와 나이지리아의 제리 오코로두두를 4-1로 꺾었다. 준결승에서도 푸에르토리코의 아리스티데스 곤살레스를 4-1로 꺾었으며, 결승에서 개최국 미국의 버질 힐을 만나 3-2로 꺾으며 금메달을 획득했다. 이 성과로 대한민국 정부로부터 체육훈장 청룡장을 받았다.
1984년 올림픽 직후 학업과 지도자 교육을 이수하기 위해 은퇴를 선언했으나 1985년 11월에 현역으로 복귀했고, 1986년에 다시 국가대표로 발탁되었다. 같은 해 5월에 미국 리노에서 열린 1986년 세계 선수권 대회에 참가했으나 첫 상대인 동독의 헨리 마스케에게 패하여 탈락했다. 9월에는 대한민국 서울에서 열린 1986년 아시안 게임에 참가했으며, 결승에서 태국의 나롱 인프롬을 5-0으로 꺾고 금메달을 획득했다. 이후 그 해 12월에 은퇴를 선언했다.
이후 모교인 원광대학교에서 조교와 강사로 일했으며, 1992년부터 1996년까지 대한민국 권투 대표팀 코치를 맡았다. 코치로 일하던 도중에 미국에서 애틀랜타에서 열린 1996년 하계 올림픽을 계기로 애틀랜타로 이주하며 청소 용역 회사를 운영했으며, 귀국 후인 2018년에 남원시청 복싱팀 감독을 맡았고 2021년부터 전라북도체육회 사무처장을 맡고 있다.

## 수상

### 수훈
- 체육훈장 청룡장(1984년 8월 17일)